# Per Pondaven
 (septembre 2023).
Si vous disposez d'ouvrages ou d'articles de référence ou si vous connaissez des sites web de qualité traitant du thème abordé ici, merci de compléter l'article en donnant les références utiles à sa vérifiabilité et en les liant à la section « Notes et références ».
Per Pondaven, né le 3 mai 1962 à Brest et disparu en mer le 1er janvier 2008, est un écrivain de langue bretonne, biologiste et spécialiste de la toponymie du nord Finistère.

## Biographie
Per Pondaven est né en 1962, à Brest (Finistère, Bretagne) et a appris le breton durant ses études supérieures. Biologiste de formation, il est titulaire d'une thèse consacrée au rôle des protéines-phosphatases dans le contrôle de la transition G2/M chez l'ovocyte d'étoile de mer, soutenue en 1991. De thésard à la station biologique de Roscoff, il était passé maître de conférence à l'Université de Rennes I puis de Nantes.
Per Pondaven est essentiellement connu pour ses travaux consacrés à l'onomastique léonarde (Nord-Finistère), qu’il a étudiés durant 19 ans. Il faisait partie de l'École d'Onomastique Léonarde, mouvement informel initié par Mikael Madeg et caractérisé par une approche populaire de cette discipline. Les noms propres étudiés sont collectés lors d'entretiens réalisés en breton auprès d'informateurs issus des sociétés susceptibles d'utiliser les noms recherchés. La recherche de variantes linguistiques de ces noms est également une des caractéristiques de cette démarche. Per Pondaven a signé ou cosigné treize des quatorze ouvrages consacrés à la toponymie nautique du Léon. Cette série recense environ 20 000 toponymes du littoral léonard, accompagnés de la prononciation recueillie durant une vingtaine d'années d'enquêtes au sein de la population.
Per Pondaven a réalisé un lexique présentant le vocabulaire attesté en toponymie nautique, un travail encore en cours quand il meurt. Ce lexique est publié en 2009 sous le titre Geriadur an Arvor avec une préface de Yann Riou. Une partie traite des termes de toponymie descriptive, une autre concerne le vocabulaire relatif à la mer en général, la troisième le vocabulaire technique de la pêche.
Parallèlement à ses enquêtes de terrain, il a publié en collaboration avec Yann Riou un recueil de proverbes et dictons bretons liés à la mer, ouvrage réédité en 2009 sous le titre « Trouz ar Mor ».
Per Pondaven est mort en mer, peu après avoir quitté le petit port d'Argenton, près de Porspoder, sur son voilier le Saint-François (cinq mètres). Le bateau a été retrouvé le 4 janvier à la pointe de Saint-Gonvel (commune de Landunvez), près d'Argenton, puis son corps a été retrouvé à proximité de la zone de naufrage.

## Publications

### Articles concernant l'onomastique, en français

#### Anthroponymie
- « Nos noms de familles du Bas-Léon tels qu'en eux-mêmes enfin », dans Le Lien (Cercle Généalogique du Finistère) n° 46. pp. 15-19, 1993.

#### Toponymie
- « De quelques toponymes révélateurs de la présence de pêcheries anciennes sur le littoral du Bas-Léon », dans Bulletin d'Information de l'A.M.A.R.A.I. (Association Manche Atlantique pour la Recherche Archéologique dans les Iles) n° 5. pp. 57-65, 1992.
- « Recueillir les noms de la côte (l'identité du Bas-Léon restituée par la toponymie) », en collaboration avec Yann Riou, in Le Chasse-Marée n° 76. pp. 26-41, 1993.
- « Les noms de lieux à Landunvez », dans Le Sémaphore (Bulletin de liaison du Syndicat d'Initiative de Landunvez), n° 43, déc. 93.
- « De quelques toponymes nautiques évocateurs du passé du Pays des Abers », in Les Cahiers de l'Iroise (Société d'Etudes de Brest et du Léon) n°196. pp. 39-59. 2003.
- « Nommer Carn, réflexions sur la toponymie », dans L'île Carn, pp. 99-101, éditions Créaphis. 2002.

### Poésie en breton
- Ar Prenestr Arc'hant, préface de Cheun ar Gall, dessins de Pierre Guerrier, An Alarc'h Embannadurioù, 118 p., 2011.

### Études en breton
- Renabl anoiou lehiou arvor Goueled Leon. Etre an Aber hag an Aberig, en collaboration avec Mikael Madeg, 254 p., Emgleo Breiz / ar Skol Vrezoneg, 1995
- Renabl anoiou lehiou arvor Goueled Leon. Etre an Aberig hag Aod Vraz Lambaol, en collaboration avec Mikael Madeg, 210 p., Emgleo Breiz / ar Skol Vrezoneg, 1997
- Renabl anoiou lehiou arvor Goueled Leon. Etre Enez Trevoc'h hag an Aber Ac'h, en collaboration avec Mikael Madeg, 260 p., Emgleo Breiz / ar Skol Vrezoneg, 1997
- Renabl anoiou lehiou arvor Bro Bagan. Etre an Aber Ac'h hag ar Vougo, 269 p., Emgleo Breiz / ar Skol Vrezoneg, 1998
- Renabl anoiou lehiou arvor Bro Bagan. Etre ar Vougo hag Enez Kêrlouan, en collaboration avec Mikael Madeg, 275 p., Emgleo Breiz / ar Skol Vrezoneg, 2000
- Renabl anoiou lehiou arvor Bro Bagan. Etre Enez Kêrlouan hag an Aod Veur, en collaboration avec Mikael Madeg, 183 p., Emgleo Breiz / ar Skol Vrezoneg, 2000
- Renabl anoiou lehiou arvor Gorre Leon. Etre an Aod Veur ha Kanol ar Porz Nevez, en collaboration avec Mikael Madeg, 225 p., Emgleo Breiz / ar Skol Vrezoneg, 2001
- Sibirill, Santeg, Plougouloum. Renabl anoiou lehiou arvor Gorre Leon, en collaboration avec Mikael Madeg, 179 p., Emgleo Breiz / ar Skol Vrezoneg, 2004
- Rosko, Kastell-Paol. Renabl anoiou lehiou arvor Gorre Leon, en collaboration avec Mikael Madeg, 151 p., Emgleo Breiz / ar Skol Vrezoneg, 2004
- Tro Enez Vaz. Renabl anoiou lehiou arvor Gorre Leon, 119 p., Emgleo Breiz / ar Skol Vrezoneg, 2004
- Bae Montroulez. Renabl anoiou lehiou arvor Gorre Leon, en collaboration avec Mikael Madeg, 242 p., Emgleo Breiz / ar Skol Vrezoneg, 2004
- Tro Enez Eusa : Renabl anoiou lehiou inizi kornog Goueled-Leon, en collaboration avec Mikael Madeg, Ar Skol Vrezoneg / Emgleo Breiz, 243 p., 2004
- An Enezeier : Renabl anoiou lehiou inizi kornog Goueled-Leon, en collaboration avec Mikael Madeg et Yann Riou, Ar Skol Vrezoneg / Emgleo Breiz, 321 p., 2004
- Anoiou badiziant Bro Leon, en collaboration avec Mikael Madeg et Yann Riou, Emgleo Breiz, 195 p., 2006
- Anoiou famillou Bro-Leon, en collaboration avec Mikael Madeg et Yann Riou, Emgleo Breiz, 387 p., 2009[2]
- Geriadur an Arvor, préface de Yann Riou, An Alarc'h Embannadurioù, 89 p., 2009[2]

### Études en français
- Le bruit de la mer (trouz ar mor), en collaboration avec Yann Riou, éditions Le Télégramme, 157 p., 2003
- Trouz ar Mor, en collaboration avec Yann Riou, réédition revue et augmentée de Le bruit de la mer, préface de Daniel Giraudon, postface de Yann Riou, éditions Le Télégramme 174 p., 2009[2]
- Per Pondaven (auteur) et Yann Riou (éditeur) (préf. Bernard Cadoret), Portsall, toute une histoire, Brest, Emgleo Breiz, février 2010, 137 p. (ISBN 978-2-35974-007-3)[7]